# Noctubourgognea
Noctubourgognea là một chi bướm đêm thuộc họ Noctuidae.

## Các loài tiêu biểu
- Noctubourgognea bicolor (Mabille, 1885)
- Noctubourgognea coppingeri (Butler, 1881)
- Noctubourgognea glottuloides (Butler, 1882)